# أندريه سوزا
أندريه سوزا (9 يوليو 1990 في البرتغال - ) هو لاعب كرة قدم برتغالي في مركز الوسط. شارك مع منتخب البرتغال تحت 21 سنة لكرة القدم. أما مع النوادي، فقد لعب مع ريال سبورتينغ خيخون ونادي بيرا مار ونادي بيلينينسش وF.C. Pampilhosa ‏ ونادي كوفيليا وAcadémico de Viseu F.C. ‏ وOdivelas F.C. ‏.

## وصلات خارجية
- أندريه سوزا على موقع اتحاد تركيا (لاعب) (الإنجليزية)
- أندريه سوزا على موقع قاعدة بيانات كرة القدم.إي يو (الإنجليزية)
- أندريه سوزا على موقع Soccerway.com (الإنجليزية)
- أندريه سوزا على موقع AS.com (الإسبانية)